# Elli Hatschek
Elli Hatschek (2 juillet 1901 – 8 décembre 1944) est un membre de la Résistance allemande contre le nazisme. Elle est mariée à Paul Hatschek, l'un des principaux membres du groupe de résistance Union Européenne qui est arrêté par la Gestapo en 1943. Lors de son interrogatoire, il donne les noms des membres de son groupe, qui sont ensuite arrêtés dont son épouse. Bien qu'elle ne soit pas impliquée, elle est accusée d' « atteinte au moral de l'armée » et est condamnée à mort. Elle est exécutée par les nazis à la prison de Plötzensee.

## Biographie
Elli Hatschek, née Lotz, est née à Wetzlar, en Allemagne. Elle est la seconde épouse de Paul Hatschek, un docteur et ingénieur optique. Ils vivent à Berlin, où il est l'un des principaux membres du groupe résistant allemand Union Européenne. Il est recruté par le renseignement militaire de l'Union soviétique pour fournir des informations. Il est arrêté en 1942, en tant que membre du groupe de Robert Uhrig et selon Robert Havemann, était à ce moment-là, surveillé depuis des années.
Hatschek est au courant des activités de son mari et le soutient. En 1943, la Gestapo observe Paul Hatschek rencontrer deux parachutistes. Après enquête, la Gestapo l'arrête le 3 septembre 1943, afin de le soumettre à un interrogatoire intensif. Il donne les noms de ses compagnons résistants et, deux jours plus tard, ils sont tous arrêtés. Après des semaines d'interrogatoire, parfois brutaux, ils réussissent à mettre la main sur plus de 40 membres de l'Union Européenne.
Elli Hatschek est arrêtée avec son mari. La fille de son mari, Krista Lavíčková est également arrêtée. Tous les trois sont traduits devant une Volksgerichtshof (cours populaire nazie), son mari et sa fille en même temps ; Elli Hatschek, quelques mois plus tard. Tous les trois sont condamnés à mort et décapités à la guillotine : Son mari le 15 mai 1944 à la prison de Brandebourg-Görden, sa fille à Plötzensee le 11 août 1944,.
En novembre 1944, Elli Hatschek est accusée d'être liée à l'Union Européenne et d'être partisane de la Wehrkraftzersetzung, un terme qui signifie « subversion de l'armée » et qui, sous le nazisme, est considéré comme un crime visant à saper l'effort de guerre. Elle est déclarée coupable et condamnée à mort. Elle séjourne à la prison pour femmes sur la Barnimstrasse (de), où elle est l'une des 300 prisonnières,. Elle est guillotinée le 8 décembre 1944 à la Prison de Plötzensee à Berlin,.
Son nom est inscrit dans le livre mémorial des victimes de la Plötzensee.